# 레이븐 지능검사
레이븐 지능검사(Raven Progressive Matrices,RPM)는 일반적으로 교육 환경에서 사용되는 비언어적 그룹 테스트로 잘알려져있다. 일반적으로 추상적 추론을 측정하는 데 사용되며 지능의 비언어적 추정으로 간주되는 60개 항목으로 이루어진 테스트이다. 5세부터 노인까지 다양한 그룹에 시행되는 가장 흔하고 효과적인 시험으로 여겨진다. 난이도에 따라 60개의 객관식 질문으로 구성되어 있다.  이 형식은 시험 응시자의 추론 능력, 스피어만(Spearman)의  'g인자'의 구성 요소(g는 일반적으로 일반 지능이라고 함)를 측정하도록 설계되었다. 테스트는 원래 1936년 존 레이븐(John C. Raven)에 의해 개발되었다.각 시험 항목에서 피험자는 패턴을 완성하는 누락된 요소를 식별하도록 요청받는다. 많은 패턴이 6 × 6, 4 × 4, 3 × 3 또는 2 × 2 매트릭스 형태로 제공되는데서 테스트 이름이 유래한다.

## 예
| |
| 레이븐 프로그레시브 매트릭스 테스트 스타일의 IQ 테스트 항목. 8가지 패턴이 주어지면 이로부터 피험자는 누락된 9번째 패턴을 유추하여 식별하게 된다. |

## 같이 보기
- 웩슬러 성인지능검사